# Парусный спорт на Играх доброй воли 1986
Соревнования по парусному спорту в рамках Игр доброй воли 1986 года прошли в Таллине с 12 по 18 июля в акватории Таллинского залива.

## Медалисты

### Мужчины
| Вид спорта        | Золото                                                  | Серебро                         | Бронза                                       |
| ----------------- | ------------------------------------------------------- | ------------------------------- | -------------------------------------------- |
| Виндсёрфинг       | Евгений Богатырёв · СССР                                | Майкл Гебхарт · США             | Марсель Рейтсема · Нидерланды                |
| 470               | Морган Ризер · Кевин Бёрнхем · США                      | Бернд Хефт · Фалко Бир · США    | Найджел Кокран · Гордон МакКиллихем · Канада |
| Звёздный          | Марк Рейнольд · США                                     | Гурам Биганишвили · СССР        |                                              |
| Торнадо           | Юрий Коновалов · Сергей Кузовов · СССР                  | Скип Эллиот · Джей Глезер · США | Ларс Граель · Нето Фрейтас · Бразилия        |
| Финн              | Олег Хопёрский · СССР                                   | Дирк Питтельков · ГДР           | Баз Рейнольдс · США                          |
| Летучий голландец | Александр Шпилько · СССР                                | Дж. Р. Браун · США              | Френк МакЛафлин · Канада                     |
| Солинг            | Георгий Шайдуко · Николай Поляков · Сергей Канов · СССР | Джон Костецки · США             | Георгий Финаси · Венгрия                     |

### Женщины
| Вид спорта  | Золото                                | Серебро                         | Бронза                                       |
| ----------- | ------------------------------------- | ------------------------------- | -------------------------------------------- |
| Виндсёрфинг | Кети Стил · США                       | Джоана Бузинска · Польша        | Юлия Казакова · СССР                         |
| 470         | Карен Джонсон · Гейл Джонсон · Канада | Пиз Херндон · Синтия Гофф · США | Лариса Москаленко · Ирина Чуниховская · СССР |